# Euplectes nigroventris
Euplectes nigroventris е вид птица от семейство Ploceidae.

## Разпространение
Видът е разпространен в Кения, Мозамбик и Танзания.